# Małgorzata Kalinowska-Iszkowska
Małgorzata Kalinowska-Iszkowska (ur. 29 lipca 1946 w Warszawie) – doktor inżynier informatyk, dydaktyk, menedżer, działacz w środowisku zawodowym.

## Życiorys

### Wykształcenie
Po maturze w 1964 roku w Liceum Ogólnokształcącym im. Jana Kochanowskiego w Warszawie rozpoczęła studia na Wydziale Łączności Politechniki Warszawskiej, które ukończyła w 1970 roku ze specjalnością automatyka i specjalizacją maszyny matematyczne. W roku 1980 uzyskała stopień doktora nauk technicznych.

### Praca naukowo-dydaktyczna
W 1972 roku została asystentem, a od 1980 roku pracowała jako adiunkt w Instytucie Maszyn Matematycznych. Organizowała i prowadziła zajęcia z elektronicznej techniki obliczeniowej, nauki programowania, systemów operacyjnych, zarządzania pamięciami oraz była opiekunką prac magisterskich. We współpracy z firmami i rządem francuskim organizowała i prowadziła zajęcia na studium dyplomowym CITCOM (1988–1992). 
Uczestniczyła w pracach badawczych przy oprogramowaniu minikomputera K-202 oraz KRTM (UMC-20), a także w obszarze zbiorów rozmytych.

### Praca w firmach informatycznych
W 1992 roku rozpoczęła pracę w Digital Equipment Polska jako educational manager, organizując Centrum Edukacyjne dla firmowych szkoleń technicznych. W roku 1996 przeszła do IBM Polska z podobnym zakresem obowiązków. W latach 1999–2000 pracowała w firmie TCH Systems SA, a następnie do roku 2004 w firmach Positive i ComputerLand, organizując Centrum Kompetencyjne Zarządzania. W latach 2004–2007 pracowała w firmie HP Polska jako government affairs manager, zajmując się regulacjami międzynarodowymi, w tym z Unią Europejską.

### Działalność w środowisku zawodowym
Małgorzata Kalinowska-Iszkowska jest od 1981 członkiem Polskiego Towarzystwa Informatycznego (PTI). W latach 2000–2011 była członkinią Zarządu Głównego oraz na przełomie roku 2006/2007 Sekretarzem Generalnym. W latach 2005–2011 reprezentowała PTI w Council of European Professional Informatics Societes (CEPIS), gdzie od roku 2008 była też wiceprezesem. Od 2015 roku była wiceprezesem, a latach 2017–2020 członkiem Zarządu Oddziału Mazowieckiego PTI. W latach 2020–2023 była Sekretarzem Głównej Komisji Rewizyjnej PTI. W 2021 pomysłodawczyni i przewodnicząca Głównego Komitetu Organizacyjnego konkursu Gry Edukacyjne i Eksperymentalne Komputerowe (GEEK) dla uczniów szkół podstawowych i średnich.
W tych latach uczestniczyła w pracach Kongresów Informatyki Polskiej (1994, 1998 i 2003) oraz w konferencjach europejskich na temat społeczeństwa informacyjnego. W latach 2001–2004 była ewaluatorem  Komisji Europejskiej, opiniując wnioski na dofinansowanie z programów FP6 i FP7.  
W latach 2002–2007 założyła i była Prezesem Stowarzyszenia Praktyków Zarządzania Wiedzą.
Od 2000 roku angażowała się w dyskusje o potrzebie i możliwościach szerszego udziału kobiet w zawodach technicznych, a w szczególności w informatycznych. W latach 2008–2011 była członkinią zarządu ECWT (European Centre for Women and Technology) oraz jej przedstawicielką w Polsce. Brała też udział w pracach Kongresu Kobiet, zwracając szczególną uwagę na przykłady kobiet zajmujących się z sukcesem pracami naukowo-technicznymi.

## Odznaczenia i wyróżnienia
- Złoty Krzyż Zasługi (2005)[8]
- Statuetka TOP TEN dla kobiet zarządzających polskim biznesem teleinformatycznym (2016-05-13)[7]
- Medal 70-lecia Polskiej Informatyki, przyznany przez Kapitułę PTI (2018).
- Złota Odznaka PTI (2021)[9].